# Nowa Kościelnica
Nowa Kościelnica (dawniej Nowa Kościelna) – wieś w Polsce położona w województwie pomorskim, w powiecie nowodworskim, w gminie Ostaszewo na obszarze Żuław Wiślanych w odległości 2 km od Wisły przy 7 (E77). Wieś jest siedzibą sołectwa Nowa Kościelnica, w skład którego wchodzi również Pułkownikówka. 

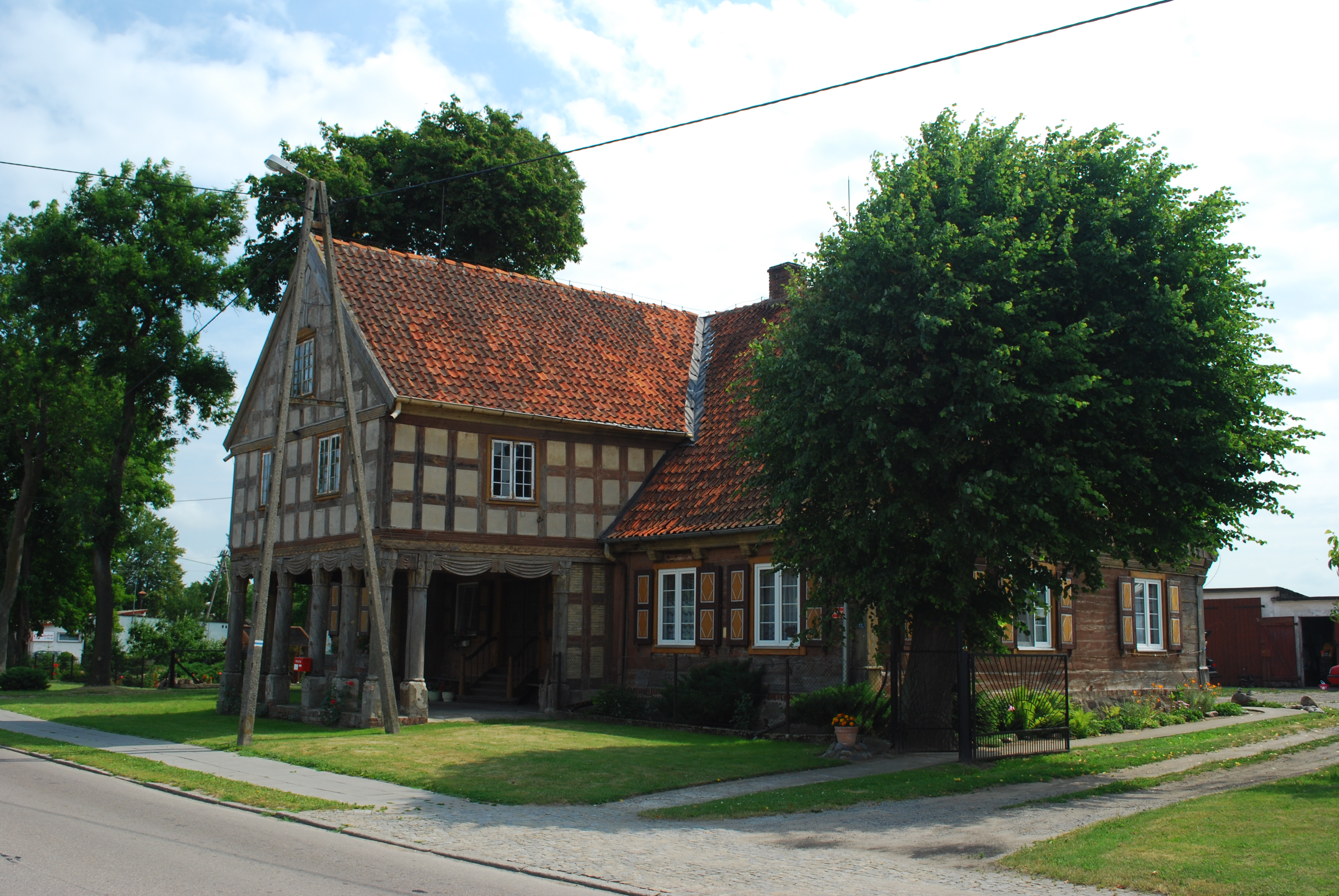
Dom podcieniowy nr 51

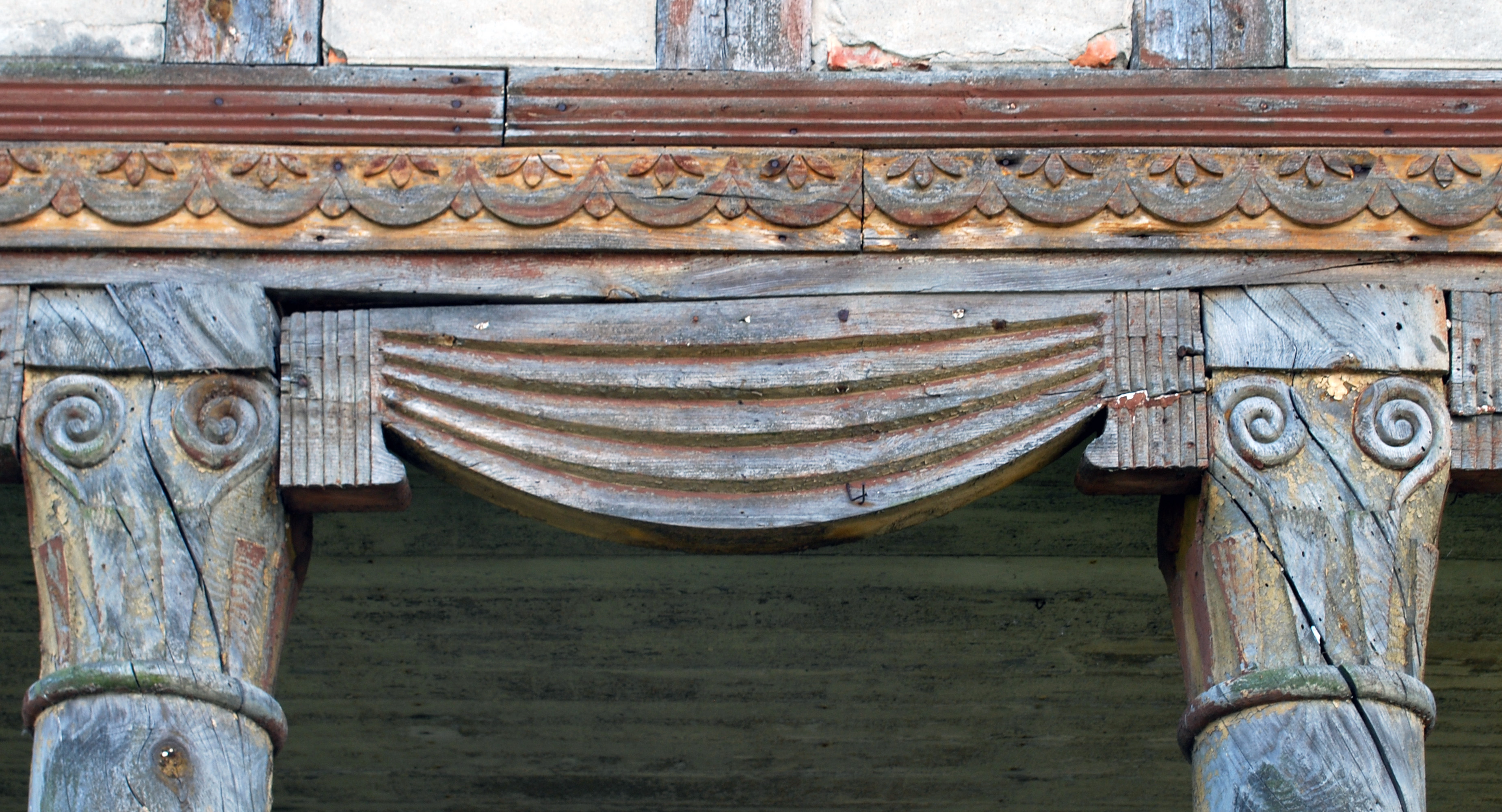
Detal domu nr 51

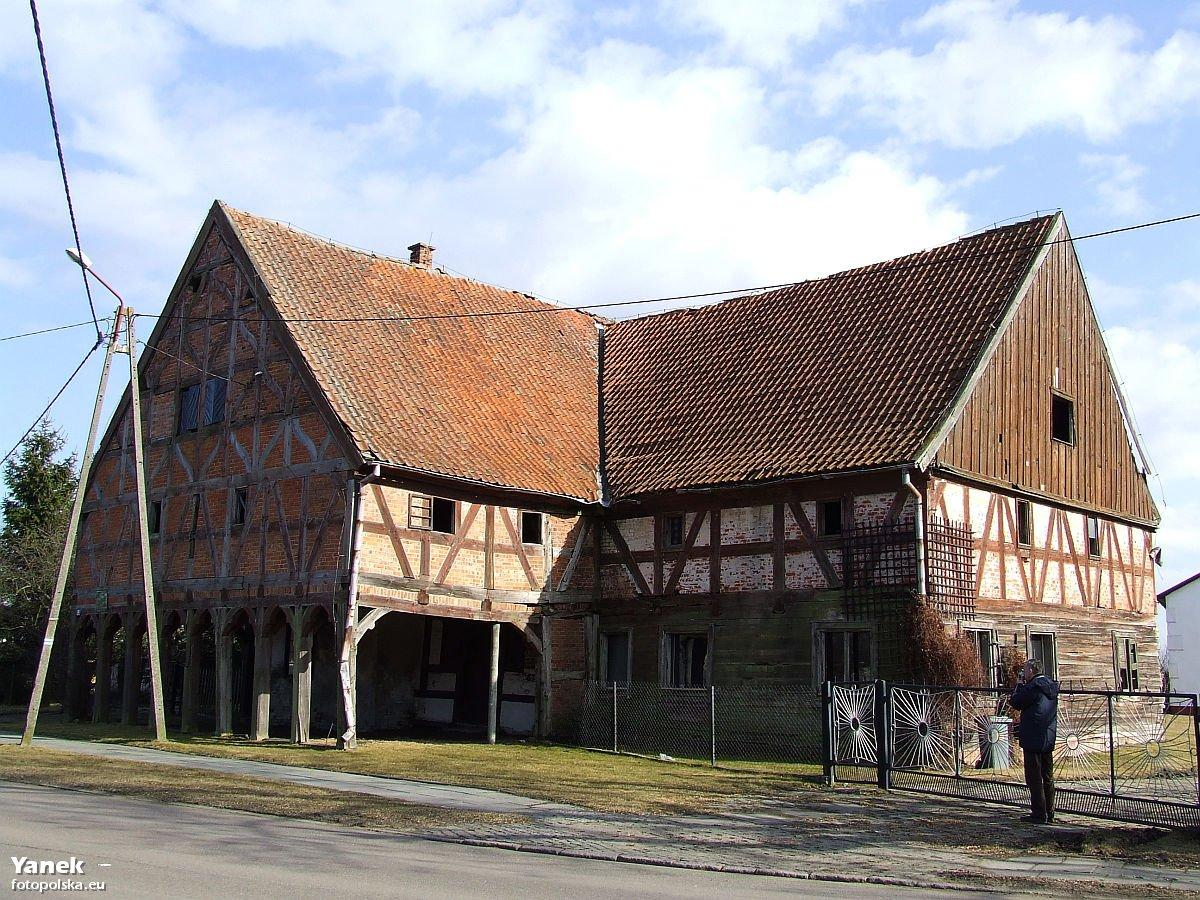
Dom podcieniowy nr 64

We wsi zespół XVIII i XIX-wiecznych drewnianych domów.
W latach 1954–1959 wieś należała i była siedzibą gromady Nowa Kościelnica, po jej likwidacji należała do gromady Ostaszewo. W latach 1975–1998 miejscowość położona była w województwie elbląskim.
We wsi był przystanek kolei wąskotorowej Nowa Kościelnica.

## Zabytki
Według rejestru zabytków NID na listę zabytków wpisane są:
- dom podcieniowy nr 51 (dec. 41), drewn./szach.. 1840, XX, nr rej.: A-333 z 26.09.1962
- dom podcieniowy nr 64 (dec. 23), drewn./szach., poł. XVIII, XX, nr rej.: A-243 z 29.09.1961